# Niegowa
Pour les articles homonymes, voir Niegowa (homonymie).
Niegowa est un village polonais de la voïvodie de Silésie et du powiat de Myszków. Il est le siège de la gmina de Niegowa et comptait 775 habitants en 2008. 